# 圣彼济大堂 (罗马)
圣彼济大堂（義大利語：Santa Brigida a Campo de Fiori）是一座罗马天主教的修道院教堂，供奉圣彼济大，又是瑞典在罗马的国家教堂。当年曾是鲜花广场的一部分，现在的地址则是法尔内塞广场96号。

## 历史
该堂始建于波尼法爵九世时期（1389–1404）。16世纪时，教宗保祿三世将该堂送给乌普萨拉主教。18世纪时进行修复，堂内壁画都是当时的作品。